# O Santo Mestiço
O Santo Mestiço é uma telenovela brasileira produzida e exibida pela TV Globo de 12 de fevereiro a 14 de junho de 1968, em 90 capítulos. Substituiu Padre Tião e foi substituída por A Grande Mentira, sendo a 4.ª "novela das sete" exibida pela emissora.
Foi escrita por Glória Magadan e dirigida por Fábio Sabag, produzida em preto-e-branco.
A novela marcou a volta do horário desde o término de Padre Tião em 1966.
Assim como grande parte das tramas anteriores ao ano de 1975, foi totalmente perdida no incêndio que atingiu o acervo da TV Globo em 1976.

## Enredo
A novela era baseada na história real de São Martín de Porres, um frade dominicano nascido no Peru e o primeiro sul-americano a ser canonizado pela Igreja Católica em 1962 pelo Papa João XXIII.
Na trama, Martinho de Porres é Padre Ramiro, um cristão caridoso que se compromete em pregar os dogmas da igreja. Uma ditadura se forma na fictícia nação onde mora, e o frade dominicano enfrenta uma forte perseguição religiosa, mas resiste e permanece no país para ajudar os fiéis.
Entre seus perseguidores está Isabel, uma outra personagem importante na história. É uma mulher determinada que trabalha como tenente de uma milícia feminina. Completamente descrente, acredita que a religião era um perigo para a ditadura. Vive com a mãe Caroliny e é noiva do médico e ativista Gerardo. 

## Elenco
| Ator               | Personagem                       |
| ------------------ | -------------------------------- |
| Sérgio Cardoso     | Martinho de Porres/ Padre Ramiro |
| Rosamaria Murtinho | Tenente Isabel                   |
| Edney Giovenazzi   | Gerardo                          |
| Dina Lisboa        | Caroliny                         |
| Turíbio Ruiz       | Tenório                          |
| Thaís Portinho     | Clara Lee                        |
| Germano Filho      | Coronel Eurípedes Pinto          |
| Wanda Lacerda      | Madre Emanuella                  |
| Luiz Pini          | Felipe                           |
| Celso Marques      | Crispim                          |
| Ivete Bonfá        | Lúcia                            |
| Isabella Cerqueira | Tina                             |
| Midnight           | Heitor (mordomo)                 |

## Produção
O Santo Mestiço foi uma produção da TV Globo São Paulo, com cenas externas gravadas no Rio de Janeiro. A trama reiniciou a exibição de novelas no horário das sete da Rede Globo. Em 1965 - ano da inauguração da emissora -, três produções, remanescentes da TV Paulista, tinham sido apresentadas no horário - Rosinha do Sobrado, A Moreninha e Padre Tião - mas não tiveram substitutas em sequência. Portanto, O Santo Mestiço reiniciou a exibição de novelas na faixa. Em São Paulo a trama foi exibida às 21h30.
Sérgio Cardoso, que fazia dois papéis na trama, teve sua experiência mais desastrosa como ator de telenovela. Isso fez com que Sérgio voltasse para a TV Tupi no mesmo ano, onde iria interpretar um dos maiores personagens da sua carreira: Antônio Maria, na novela de mesmo título. Ele fez pesadas críticas ao texto de Glória Magadan, o que abalou a posição de grande influência da novelista na dramaturgia da TV Globo.